# نذير دندون
نذير دندون (من مواليد 7 أكتوبر 1972 في سان دوني بفرنسا) هو كاتب وصحفي جزائري فرنسي. هو مؤلف كتاب «أخرق على سطح العالم» (2010)، الذي اقتُبست قصّته للسينما بفيلم بعنوان الصعود [الإنجليزية] من بطولة أحمد سيلا.
يحمل نذير دندون الجنسية الفرنسية والجزائرية والأسترالية.

## مسيرته
ولد دندون في سان دوني عام 1972 لأبوين جزائريين. وصل والده، محند دندون، إلى فرنسا سنة 1950، وفي سنة 1957 استقر هناك بشكل دائم مع زوجته مسعودة وابنتيهما. في سين سان دوني، عاشت الأسرة بداية في أحد الأحياء الفقيرة، قبل الانتقال إلى السكن الاجتماعي في مدينة موريس ثوريز في عام 1968.
في 25 مايو 2008، تمكّن نذير من الوصول إلى قمة جبل إفرست، دون أي خبرة في تسلق الجبال، وأصبح في الوقت نفسه أول جزائري فرنسي يصل إلى قمة إفرست. روي رحلته في كتاب تم اقتباسه للسينما في عام 2017، ولعب دور البطولة فيه الممثل أحمد سيلا.
في كتاب سيرته الذاتية «أحلامنا للفقراء» (Nos rêves de pauvres) سنة 2017، يضع والديه اللذين يكرّمهما في قلب قصته. توجد صورة لوالده وهو يُعدّل ربطة عنقه على غلاف الكتاب.
في عام 2018، قام بإخراج فيلم وثائقي بعنوان «التين في أفريل» (Des figues en Avril) لتكريم والدته مسعودة دندون، التي تبلغ من العمر ثمانين عامًا في الغُربة، والتي كانت تتعلم العيش بمفردها منذ أن تم وضع زوجها المريض (الذي توفي في عام 2019) في دار مسنين. يشير عنوان الفيلم الوثائقي إلى دهشة والدته لرؤية التين ينمو في أبريل في أستراليا. بعد مشاهدتها لهذا الفيلم الوثائقي، عرضت المُخرجة مايوين على مسعودة دندون المُشاركة في فيلمها (DNA) سنة 2020.

### أنشطته
كانت أولى مغامراته سفرهُ إلى أستراليا عام 1993، والتجوال بكامل مناطقها على مسافة ثلاثة آلاف كيلومتر بالدراجة الهوائية مدة ثلاثة أشهر. ودفعه إعجابه بهذا البلد إلى العودة في العام الموالي والاستقرار بمدينة سيدني حتى العام 2001، حيث حصل على الجنسية الأسترالية. واختتم إقامته برحلة عبر العالم على متن دراجة بتغطية مالية وإشهارية من الصليب الأحمر الأسترالي بغرض الترويج للجهود العالمية لمكافحة مرض الإيدز.
وفي مارس 2003، نزل بالعراق ليكون درعا بشريا لحماية مصنع لمعالجة المياه في بغداد بوجه تهديدات قوات التحالف الدولي. في 23 يناير 2013، تم اعتقاله واقتياده إلى سجن بغداد المركزي من قبل السلطات العراقية، بينما كان يلتقط صورة لمحطة معالجة المياه في الدورة (جنوب بغداد)، في مهمة صحافية لحساب دورية جريدة لوموند ديبلوماتيك.  في 14 فبراير 2013، وبعد 23 يوما قضاها مُعتقلا، أُفرِج عنه مقابل كفالة مالية، وقد دوّن أحداث تلك المغامرة في كتاب بعنوان «يوميات حرب رجل مسالم».
يُعرف نذير بنضاله من أجل القضية الفلسطينية، ففي 24 سبتمبر 2012، أثار نذير ردود فعل في الوسط الإعلامي الفرنسي عقب حلوله ضيفاً على برنامج (Le Grand Journal)، على قناة كنال+، وظهوره بقميص كتب عليه «فلسطين»، وهي الكلمة التي لم تظهر طوال البرنامج حيث تفادى مخرج ومصوري البرنامج إظهاره في صورة كاملة، وكان ظهوره يقتصر على الجزء العلوي فقط باستخدام تقنية الزوم. واعتبر نذير أنه كان ضحية لرقابة القناة.
في 25 مارس 2008، كان أول جزائري يبلغ قمة إفريست ويعلق بها علم بلاده.

## أعماله
كتب
- 2005: يوميات حرب رجل مسالم (العنوان الأصلي: Journal de guerre d'un pacifiste) (ردمك 2950932762)
- 2007: رسالة مفتوحة لابن مهاجر (العنوان الأصلي: Lettre ouverte à un fils d'immigré) (ردمك 235123135X)
- 2010: أخرق على سطح العالم (العنوان الأصلي: Un tocard sur le toit du monde) (ردمك 9782709634373)
- 2017: أحلامنا للفقراء (العنوان الأصلي: Nos rêves de pauvres) (ردمك 9782709643870)

أفلام
- 2010: فلسطين [19]
- 2016: قضية صلاح حموري [20]
- 2018: التين في أفريل [21]

## روابط خارجية
- نذير دندون على موقع IMDb (الإنجليزية)
- نذير دندون على موقع ألو سيني (الفرنسية)
- نذير دندون على موقع قاعدة بيانات الفيلم (الإنجليزية)

لم يتم العثور على روابط لمواقع التواصل الاجتماعي.